# Lovisa Modig
Lovisa Modig, född 27 mars 1993 i Luleå, är en svensk längdskidåkare som tävlar för Falun Borlänge SK.
Hon gjorde världscupdebut i Ulricehamn den 21 januari 2017. Den 24 januari 2021 tog hon sin första pallplacering i världscupen när hon med det svenska stafettlaget kom på andra plats i 4x5 kilometersloppet i Lahtis i Finland.
I augusti 2022 vid friidrotts-SM i Norrköping tog Modig silver på 10 000 meter. Hon tog även brons på 5 000 meter vid samma mästerskap.